# Oussières
Oussières település Franciaországban, Jura megyében. Lakosainak száma 237 fő (2022. január 1.). Oussières Vaudrey, Neuvilley, Aumont, Colonne, Mont-sous-Vaudrey és Villers-les-Bois községekkel határos.

## Népesség
A település népességének változása:
| Lakosok száma | 238  | 235  | 246  | 215  | 238  | 233  | 233  | 238  | 237  | 237  |
|               | 1968 | 1982 | 1990 | 2006 | 2013 | 2015 | 2017 | 2019 | 2020 | 2022 |